# Lythronax
Lythronax là một chi khủng long chân thú bạo chúa. Loài điển hình là Lythronax argestes ("chúa tể đẫm máu"). Lythronax argestes đứng trên hai chân, cơ thể dài khoảng 9 m và cân nặng khoảng 2,5 tấn. Loài khủng long này đã sinh sống 80 triệu năm về trước ở phía nam Utah. Khu vực sinh sống chủ yếu của loài này là lục địa Laramidia, một vùng đất được hình thành trên bờ biển phía tây của Bắc Mỹ.
Phần hóa thạch loài này được tìm thấy năm 2009 ở miền nam bang Utah, bao gồm xương hộp sọ và một số bộ phận khác của cơ thể.

## Hình ảnh

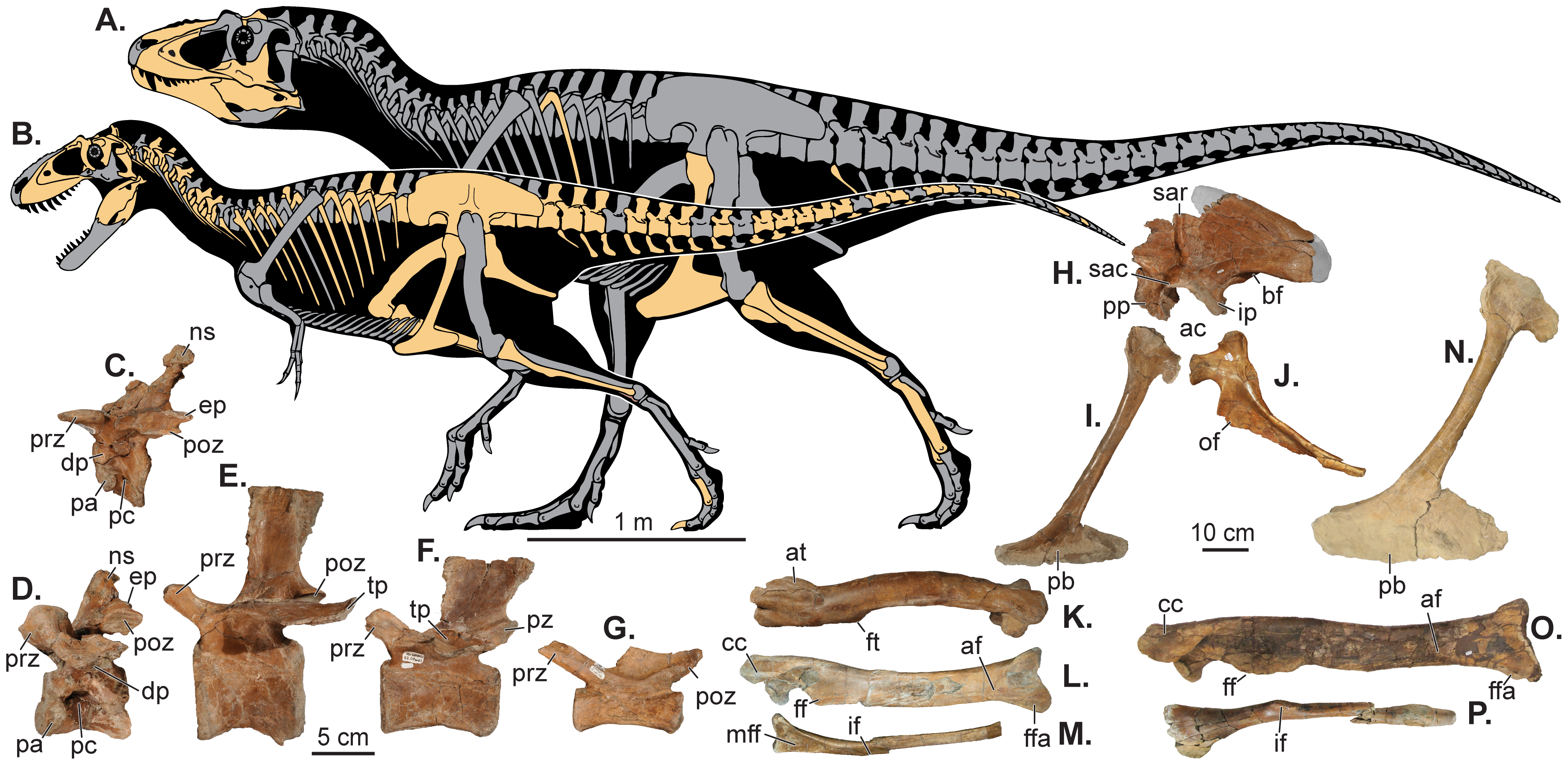
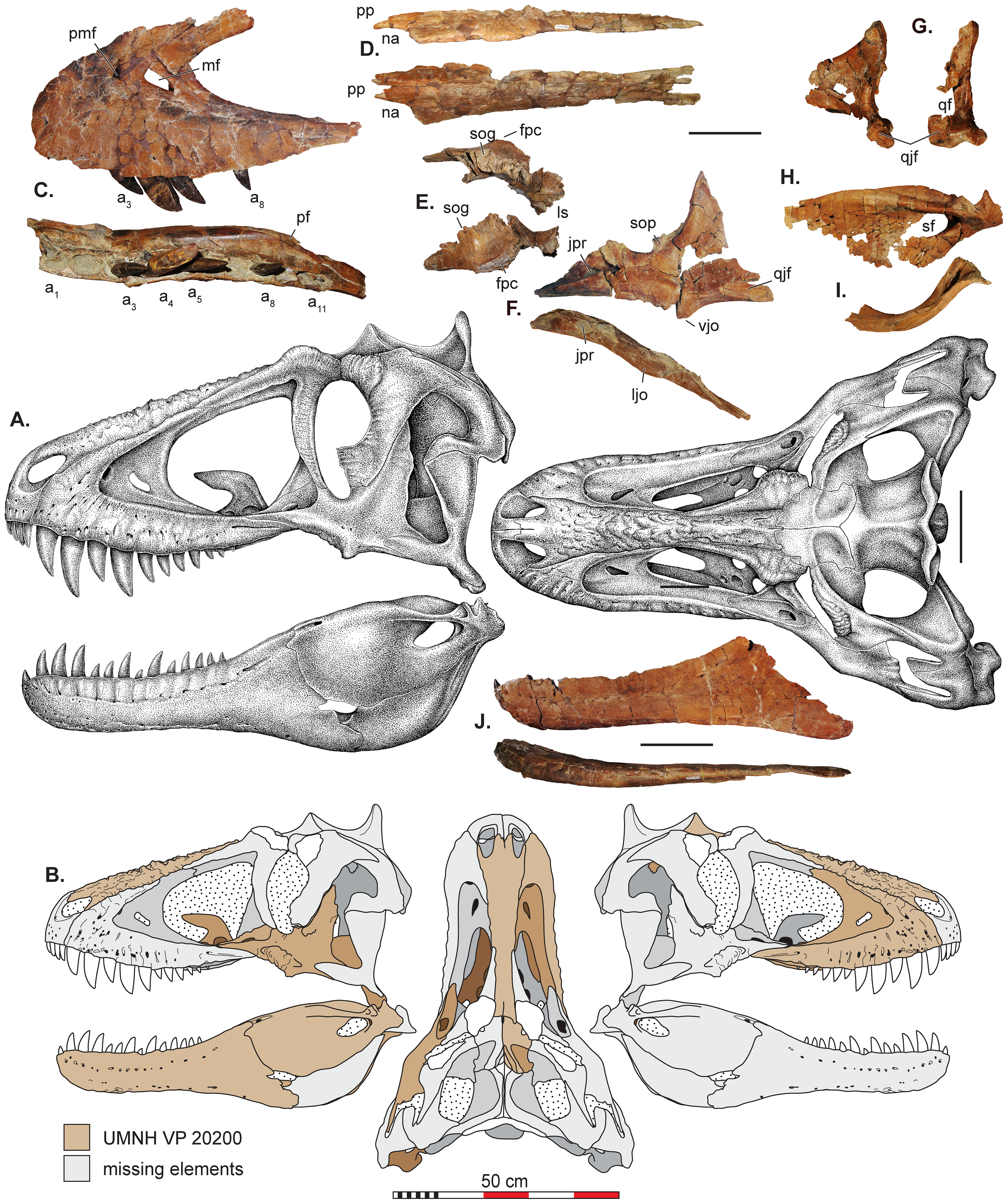
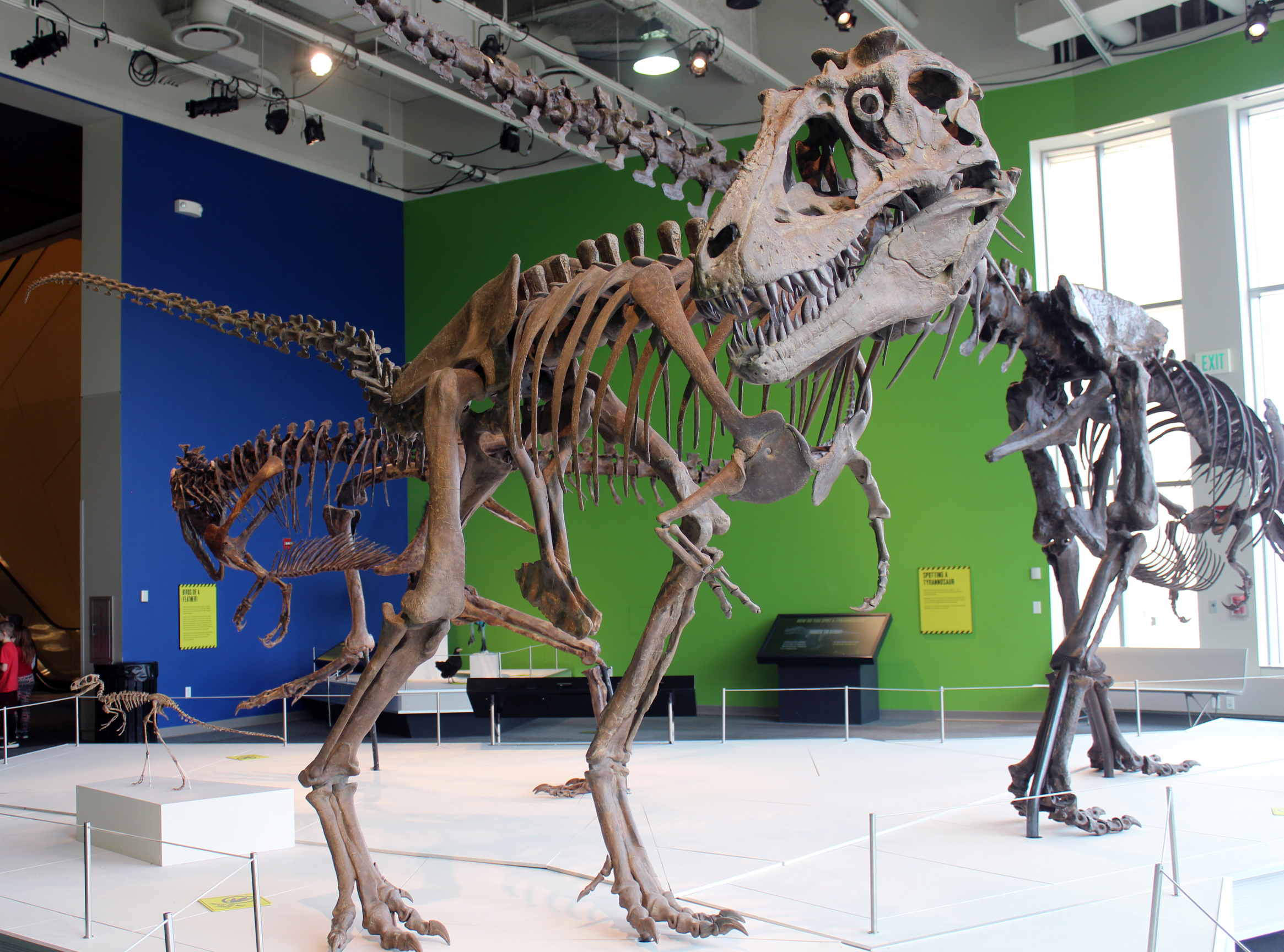
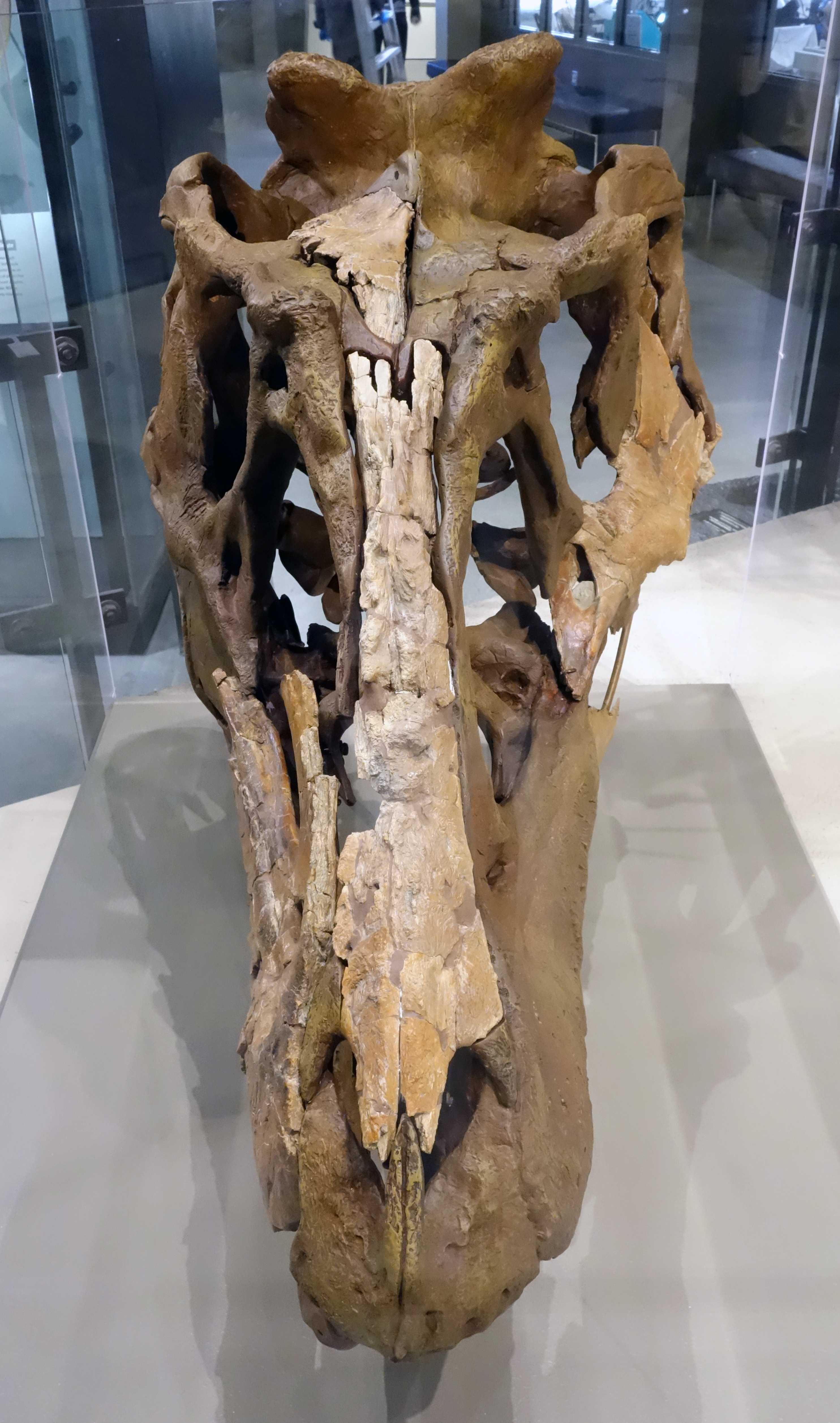
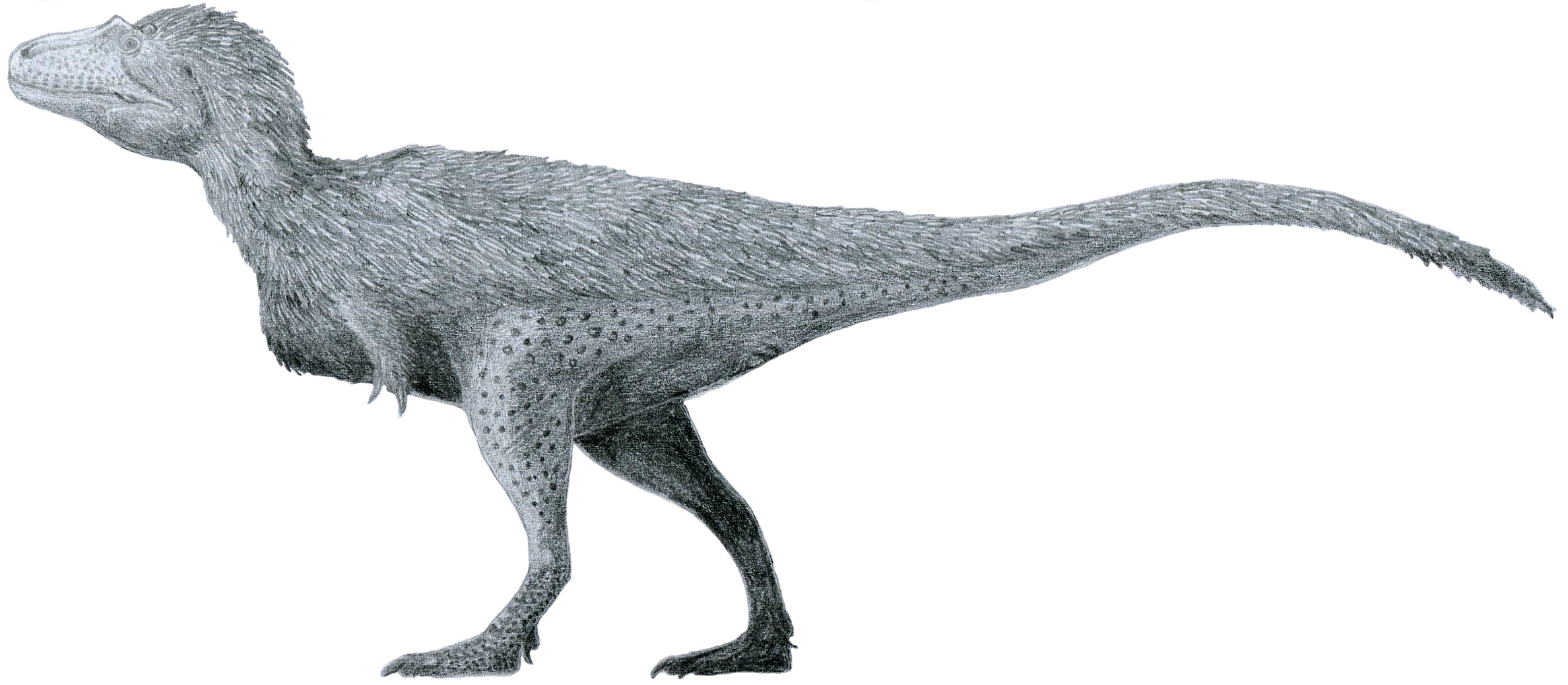
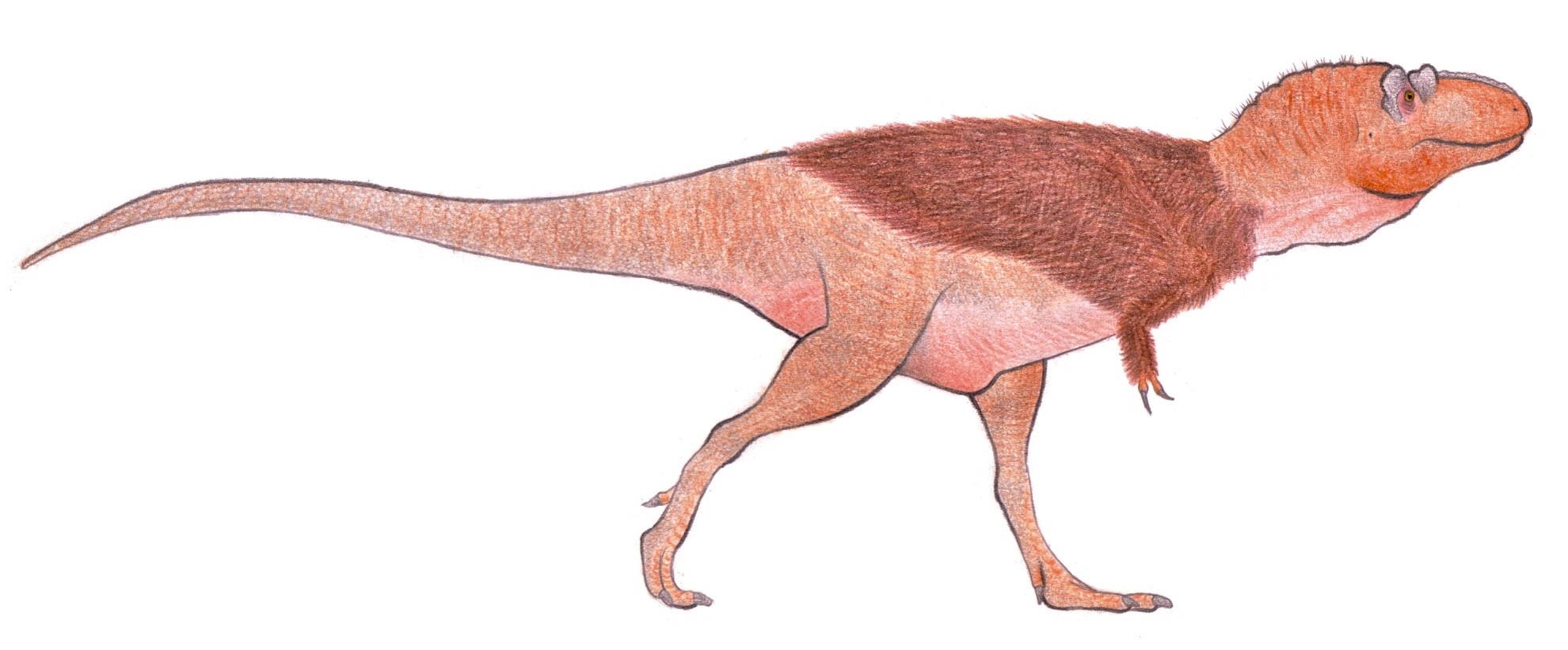